# اسپرینگدیل (مونتانا)
اسپرینگدیل (به انگلیسی: Springdale) شهری در ایالت مونتانا کشور ایالات متحده آمریکا است که جمعیت آن در سرشماری سال ۲۰۱۰ میلادی، ۴۲ نفر بوده‌است.